# بيتر سميث
بيتر سميث (بالإنجليزية: Peter Smith)‏ (و. 1952 – م) هو قاضي، من المملكة المتحدة.

## مناصب
تولى منصب High Court of Justice.

## مناصب وهيئات
أدار جامعة مانشستر.